# Rahkama
Rahkama – niezamieszkana wieś w Estonii, w prowincji Parnawa, w gminie Vändra.